# Нейвытвырвеем
Нейвытвырвеем — река на Дальнем Востоке России, протекает по территории Анадырского района Чукотского автономного округа.
Длина реки составляет 31 км. Берёт истоки с южных отрогов хребта Кайгытгынгэкти Анадырского плоскогорья. Впадает в Берингово море.
Название в переводе с чукотского — «река, текущая между гор».